# Koréh Ferenc
Kóréh Ferenc (Sepsimagyarós, 1909. szeptember 4. — Englewood, USA, 1997. április 1.) jogász, újságíró, közíró.

## Életútja
Felsőfokú tanulmányokat Bukarestben folytatott, a jogi diploma megszerzése után a Keleti Újság szerkesztője lett, majd a Magyar Távirati Iroda (MTI) bukaresti tudósítója, újságíró és közíró. A bécsi döntések után indította többedmagával Sepsiszentgyörgyön a Székely Nép című napilapot, melynek felelős szerkesztője lett.
A második világháború után lapot szerkesztett Budapesten, majd Bécsbe emigrált és a mint a Szabad Európa Rádió munkatársa 1950-ben került Amerikába. Több mint harminc éven át az egyik legismertebb és legmeggyőzőbb személyisége volt a magyar nyelvű adásnak. 1953-ban kezdte meg adását a Magyar Amerika Hangja című rádióműsor, melyet 45 éven át sugároztak. Kóréh Ferenc vezetője volt az Amerikai Erdélyi Szövetségnek, jelentős szerepet vállalt a Külföldi Magyar Cserkészszövetség munkájában, a Szövetség újságjainak szerkesztésében.
A világ számos magyar emigrációs lapjában jelentek meg írásai, egyik fő érdeklődési területe Erdély és benne a romániai magyar kisebbség sorsa. Az englewoodi temetőben helyezték örök nyugalomra, halotti búcsúbeszédet mondtak felette földijei, Havadtőy Sándor református és Csorba Domonkos római katolikus lelkészek.
Koréh Ferencet 1946-ban Magyarországon elítélték háborús működése, antiszemita propagandatevékenysége miatt. Amerikába kerülése után 1956-ban állampolgárságot kapott. Mint kiderült, 1941-1944 közötti újságírói munkásságát meghamisította, és csak a kulturális tevékenységét hangoztatta. 1977-ben és 1979 több újságcikk foglalkozott Kóréh nácibarát újságírásával, de Kóréh a vádakat visszautasította. 1989-ben az OSI komolyabban kezdett el foglalkozni a Kóréh üggyel, hangoztatva, hogy Kóréh nem kapott volna állampolgárságot, ha munkásságát ismerték volna, ezért kezdeményezték állampolgárságtól való megfosztását. Az ügy ekkor azonban igen érdekes fordulatot vett. Az OSI anyagából kiderült, hogy Kóréh ellen a román titkosszolgálat is lépéseket tett, ami miatt az FBI is nyomozni kezdett. A nyomozás azonban nem hozott eredményt. Később kiderült: a felkért nyomozó szerelmi viszonyt folytatott (később házastársi kapcsolatba lépett) Koréh Ferenc egyik lányával, aki szintén az FBI-nak dolgozott. A három évig tartó ügy végén Kórét 1994-ben megfosztották amerikai állampolgárságtól. A nagybeteg Kóréh elismerte a vádak többségét, és kitoloncolása esetén Magyarországot jelölte meg lakhelyéül. Csak egészségügyi állapotára való tekintettel maradhatott az USA-ban.

## Köteteiből
- Erdélyből jelentik / [bev. Koréh Ferenc] ; kiad. az Amerikai Erdélyi Szövetség. New York : American Transylvanian Federation, 1977. 120 p. (Ilia Mihály gyűjteményből, OSZK, Szegedi Tudományegyetem Klebelsberg Kuno Könyvtára)
- Művek (vál.) Koréh Ferenc beszél New Yorkból.. / [szerk. M. Szabó Imre]. Veszprém : Viza Kft., 2001. 327 p. : ill. (Memoár irodalom). ISBN 963-00-7003-0

## Emlékezete
- Szülőfalujában, Sepsimagyaróson kultúrotthont neveztek el róla.[4]